# Pony-Express

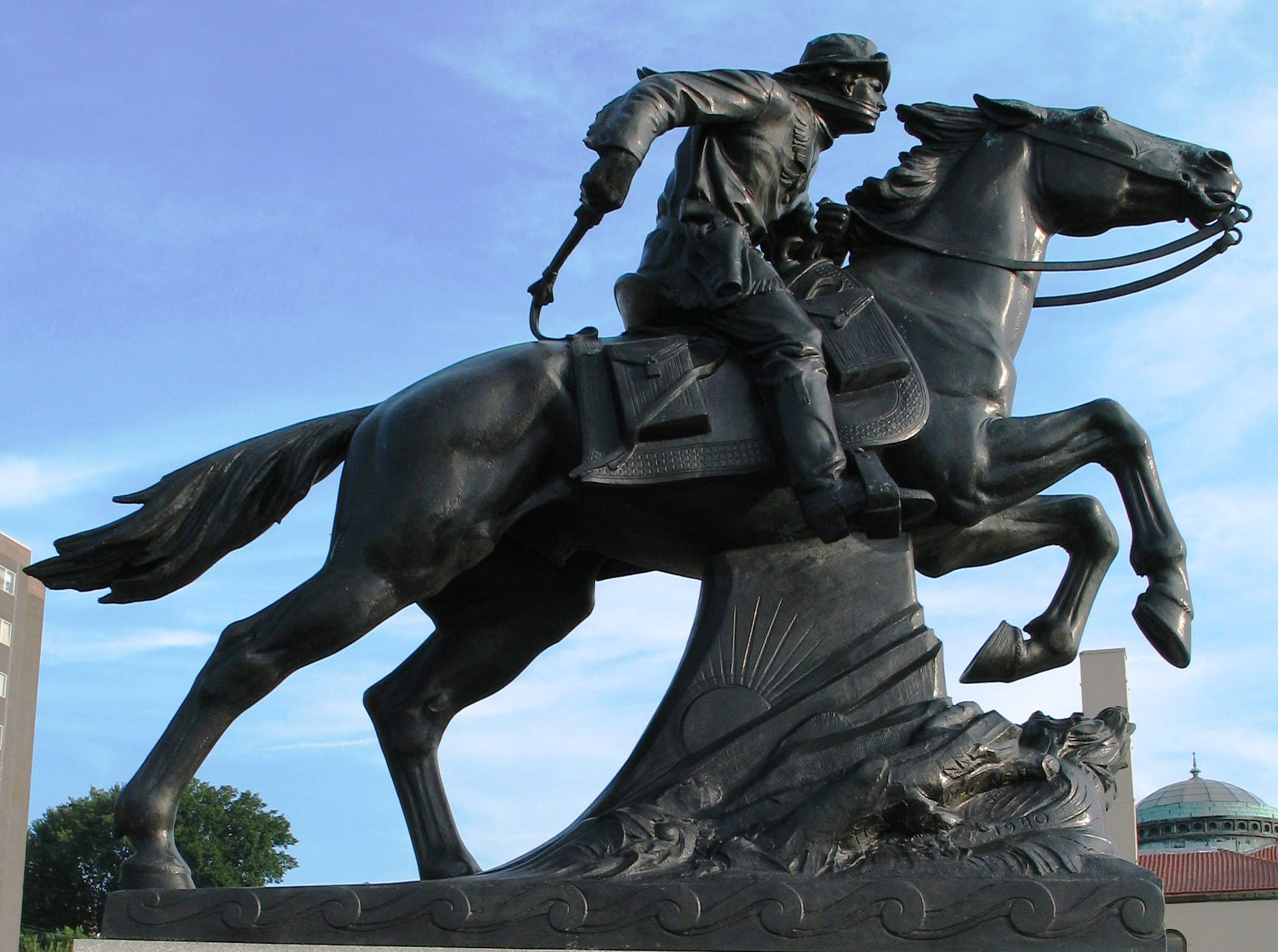
Pony-Express-Denkmal in St. Joseph, Missouri

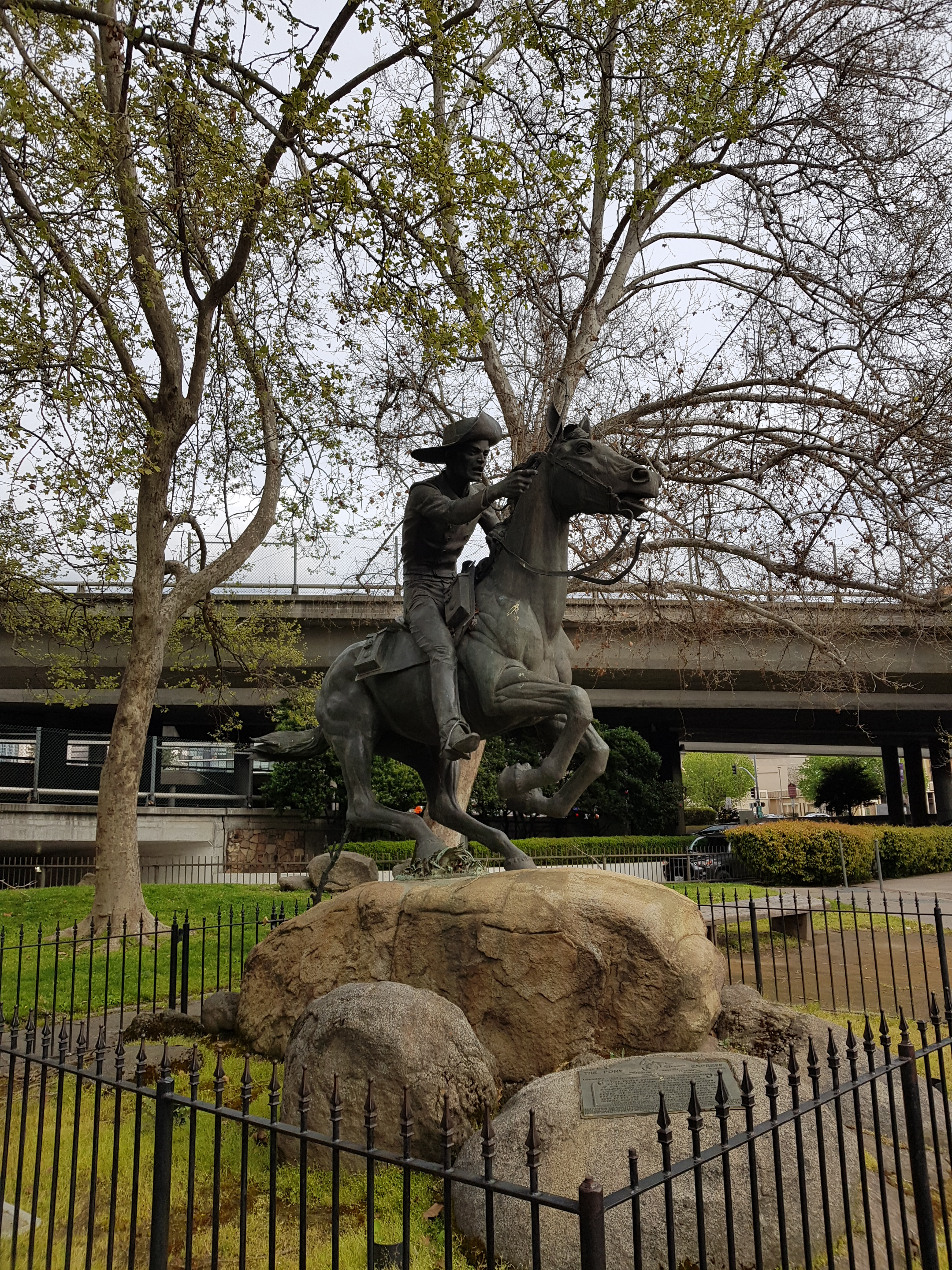
Pony-Express-Denkmal in Sacramento, Kalifornien

Der Pony-Express war ein als Reiterstafette organisierter Postbeförderungsdienst in den Vereinigten Staaten und für rund ein Jahr die schnellste Postverbindung in Nordamerika. Die über 3200 km lange Route verlief von Saint Joseph und den erschlossenen Siedlungsgebieten in Missouri durch die weitgehend menschenleeren Prärien und über die Rocky Mountains nach Sacramento in Kalifornien.
Der Pony-Express nahm nach einer Initiative von William Hepburn Russell am 3. April 1860 den Betrieb auf. Sein Verlauf wurde 1992 als Pony Express National Historic Trail ausgewiesen und in das National Trails System aufgenommen.

## Betrieb

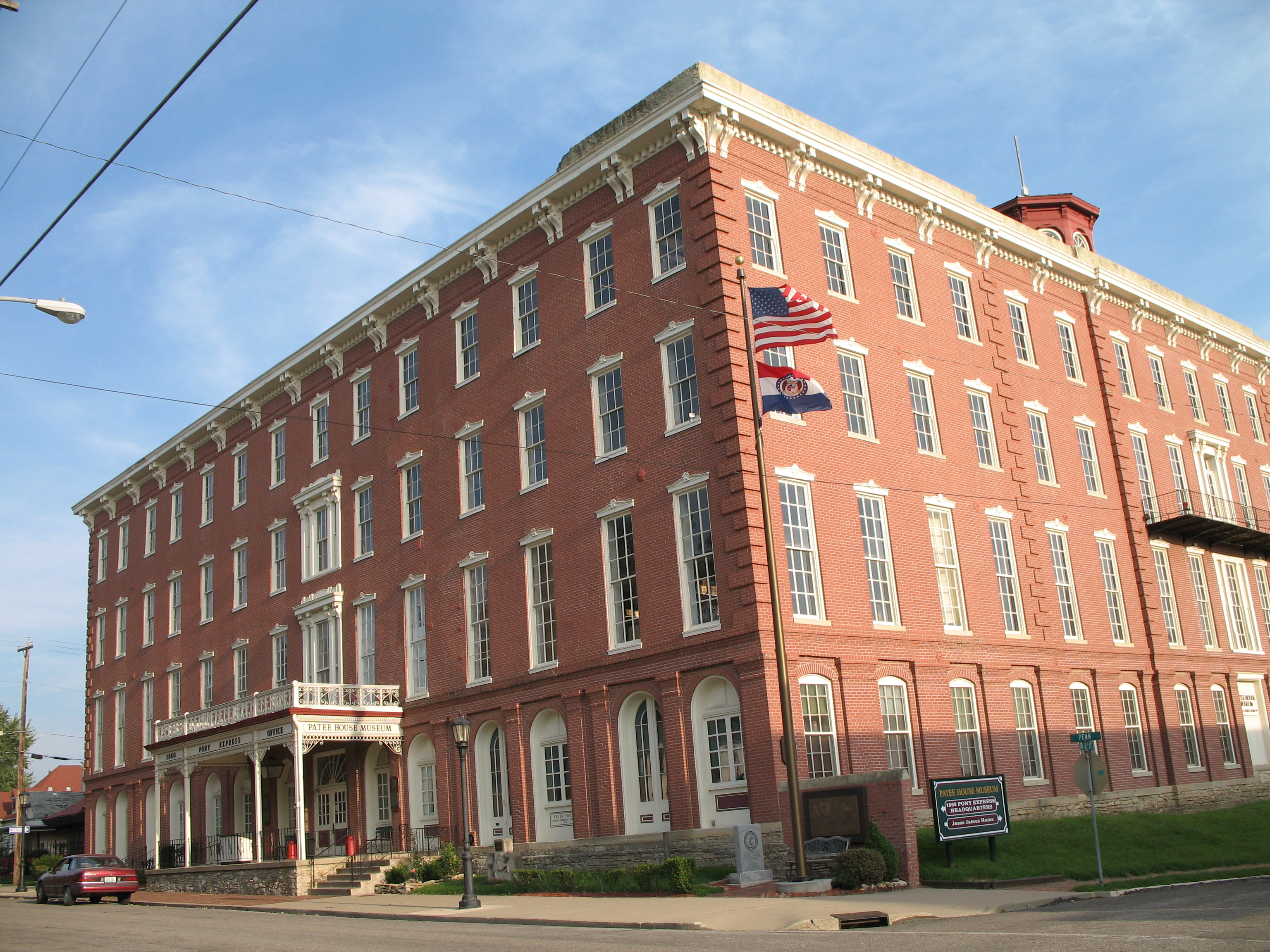
Hauptquartier des Pony-Express im Patee House in St. Joseph, Missouri

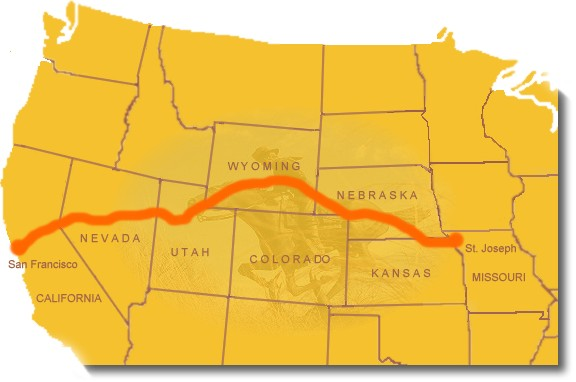
Pony-Express-Strecke

Pro Richtung war eine Distanz von 3100 km zu überwinden. Ungefähr alle 15 bis 20 km stand eine Zwischenstation. Die Postreiter waren zu Pferd unterwegs. Die Arbeit war nicht ungefährlich; so wurden vornehmlich junge, ungebundene Männer, vorzugsweise Waisen, angestellt, die nicht älter als 18 Jahre und nicht schwerer als 60 kg waren. Einer der prominentesten Reiter war William Frederick Cody, später bekannt als Buffalo Bill.
Der Pony-Express war wegen seines Stafettensystems sehr schnell. Jeder Kurier wurde nach maximal 300 km ausgewechselt. Er führte etwa 10 kg Eilpost mit sich. Im Schnitt übernahm nach 80 km ein neuer Junge die Post. Für die gesamte Strecke benötigten sie etwa 120 Pferde und 40 Reiter. Man brauchte zehn Tage pro Richtung.
Der Pony-Express umfasste 153 Zwischenstationen, 80 Kuriere, 500 Pferde sowie 200 Pferdepfleger.
Der größte Teil des Ritts ging durch feindliches Indianerterritorium. Immer wieder musste der Betrieb aufgrund von Angriffen feindlicher Indianer eingestellt werden. Außerdem stießen Pferde und Reiter schnell an ihre Leistungsgrenzen.
Am 26. Oktober 1861, also nach nur etwa eineinhalb Jahren, wurde ihr Dienst von der transkontinentalen Telegrafenleitung übernommen. Nicht zuletzt wegen seiner Logistik wurde der Pony-Express zu einem finanziellen Desaster; er hatte jedoch bei der Bevölkerung ein großes Ansehen.

## Streckenführung
Die sich über etwa 3100 km erstreckende Route folgte dem Oregon Trail und dem California Trail bis Fort Bridger in Wyoming sowie weiter dem Mormon Trail bis Salt Lake City, Utah. Von hier folgte sie etwa der Central Nevada Route bis nach Carson City, Nevada, um von dort die Sierra Nevada nach Sacramento in Kalifornien zu überqueren. Rechnet man die Beförderung bis San Francisco ein, die zu Pferde oder per Schiff erfolgte, ergibt sich eine Gesamtlänge von etwa 3200 km.
Die Route begann in Saint Joseph (Missouri) und folgte der heutigen Route 36 (dem „Pony Express Highway“) bis Marysville in Kansas, um von dort in nordwestlicher Richtung dem Little Blue River bis Fort Kearny in Nebraska zu folgen. Von hier folgte sie der Great Platte River Road durch Gothenburg (Nebraska), Courthouse Rock, Chimney Rock und Scotts Bluff, bis sie in Julesburg Colorado erreichte, von wo sie weiter nach Fort Laramie und Register Cliff in Wyoming verlief. Von hier folgte sie dem Sweetwater River entlang nach Independence Rock, Devils Gate und Split Rock bis nach Fort Caspar, über den South Pass nach Fort Bridger und weiter nach Salt Lake City. Von Salt Lake City folgte sie exakt der Central Nevada Route, wie sie 1859 von Captain James H. Simpson vom Corps of Topographical Engineers kartographiert worden war. Diese Strecke entspricht etwa dem heutigen US Highway 50 durch Nevada und Utah. Sie überquert das Große Becken, die Utah-Nevada-Wüste und die Sierra Nevada bei Lake Tahoe, bevor sie Sacramento erreicht. Von hier wurde die Post mit dem Dampfschiff über den Sacramento River nach San Francisco weitergeschickt. Falls gerade kein Dampfschiff zur Verfügung stand, brachten die Reiter die Post noch zu Pferde weiter nach Oakland, Kalifornien.

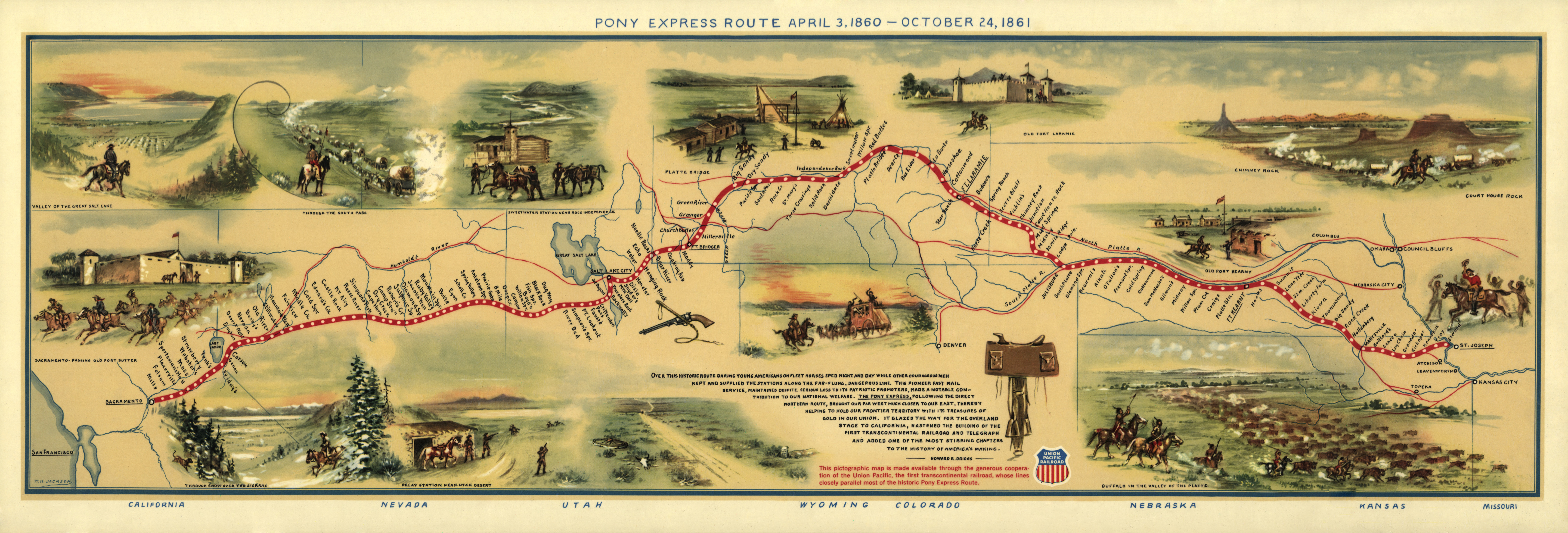
Verlauf des Pony-Express

## Statistik
- Erster Ritt: 3. April 1860 bis 14. April 1860
- Jüngste Reiter: Billy Tate,[4] David Lay und William Frederick Cody (Buffalo Bill), jeweils 14 Jahre alt
- Schnellster Transfer: 7 Tage, 17 Stunden mit Abraham Lincolns Antrittsrede
- Längste Ritte: „Pony Bob“ Haslam mit 380 Meilen und W. F. Cody mit 384 Meilen
- Gesamtstatistik: 120 Reiter, 650.000 zurückgelegte Meilen, ein Reiter wurde von Indianern getötet, eine Sendung ist nicht vollständig angekommen, eine ist verloren gegangen.

## Rezeption

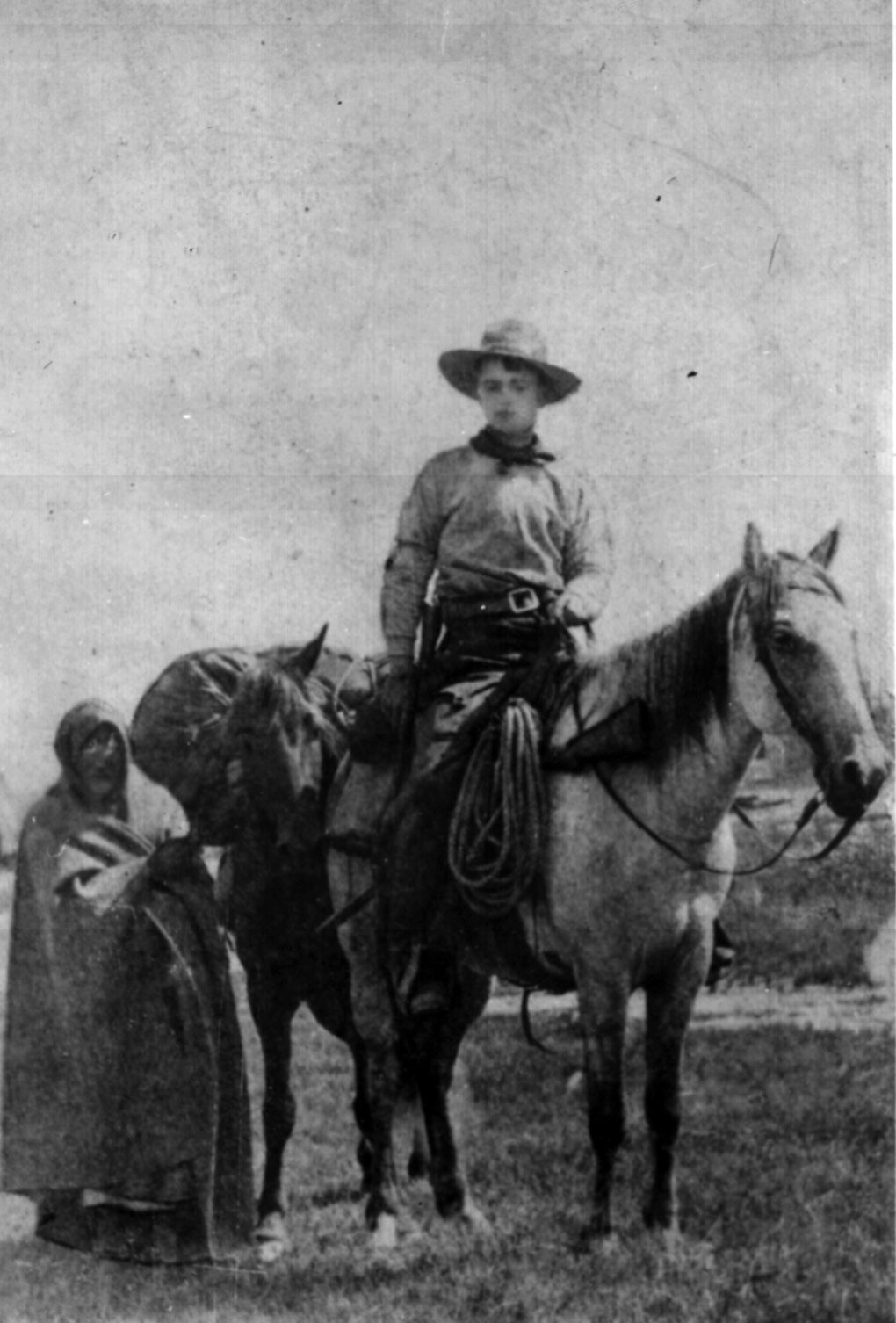
Frank E. Webner, Pony-Express-Reiter, etwa 1861

- In der US-Fernsehserie Bonanza der 1960er Jahre wurde der Pony-Express in den Episoden 17 und 18 der siebten Staffel thematisiert. Diese Doppelfolge wurde auch zu einem Kinofilm zusammengefasst, der 1970 unter dem Titel Die Männer von Bonanza, sie ritten wie der Wind in deutschen Kinos lief.
- Unter dem Titel The Young Riders entstand Anfang der 1990er Jahre eine Fernsehserie mit Stephen Baldwin, Josh Brolin, Christopher Pettiet, Anthony Zerbe und anderen in den Hauptrollen. Die Serie befasste sich mit dem Alltag der Pony-Express-Reiter, thematisiert aber auch Sklaverei und Probleme der Kiowa-Indianer.
- Der Pony-Express ist auch Gegenstand eines Lucky-Luke-Comics und des Point-and-Click-Adventures Day of the Tentacle.